# Есто (Флорида)
Есто (енгл. Esto) град је у америчкој савезној држави Флорида. По попису становништва из 2010. у њему је живело 364 становника.

## Демографија
Према попису становништва из 2010. у граду је живело 364 становника, што је 8 (2,2%) становника више него 2000. године.
| Група             | 2000.       | 2010.       |
| Белци             | 325 (91,3%) | 342 (94,0%) |
| Афроамериканци    | 8 (2,2%)    | 4 (1,1%)    |
| Азијати           | 0 (0,0%)    | 2 (0,5%)    |
| Хиспаноамериканци | 10 (2,8%)   | 10 (2,7%)   |
| Укупно            | 356         | 364         |